# آرتمی وولینسکی
آرتمی پتروویچ وولینسکی (روسی: Арте́мий Петро́вич Волы́нский؛ ۱ ژانویهٔ ۱۶۸۹ – ۲۷ ژوئن ۱۷۴۰) دیپلمات و سیاستمدار اهل امپراتوری روسیه بود. پیشه او ابتدا به عنوان یک سرباز آغاز شد، اما هنگام حکومت پتر یکم به سرعت به عنوان سفیر روسیه به ایران صفوی و فرماندار آستاراخان ترقی یافت. او بعد‌ها به فساد متهم شد و پیش از آن که کاترین یکم او را برای اداره فرمانداری وسیع کازان بفرستد، تقریباً از تمام اختیاراتش محروم شد. با این حال، آنا، امپراتریس روسیه در سال ۱۷۳۸ وولینسکی را به عنوان یکی از سه وزیر ارشد خود منصوب کرد. پس از ضرب و شتم شاعر برجسته واسیلی تردیاکوفسکی، وولینسکی به اتهام توطئه و سوءرفتار دستگیر شد. سر انجام ارنست بیرون، دشمن اصلی وولینسکی، او را به اعدام محکوم کرد و در ۲۷ ژوئن ۱۷۴۰ گردن زد.